# ウルトラファインバブル
ウルトラファインバブル（英: Ultra Fine Bubble, 略称：UFB）は、直径1マイクロメートル未満（ISO 20480規格に基づくとナノメートル領域）の極めて微細な気泡を指し、ナノバブルとも呼ばれる。マイクロバブルよりもさらに小さいため、長期間水中に安定して浮遊し、洗浄・農業・医療などの分野で活用されている。

## 特徴
ウルトラファインバブルは以下のような特徴を有する。
- 長期安定性：極めて小さい気泡のため、水中に数週間から数ヶ月浮遊し続ける。
- 高い溶解効率：表面積が非常に大きいため、気体の溶解や物質との反応が促進される。
- 界面活性作用：表面がマイナスに帯電しており、汚れや油脂を吸着・除去する能力に優れる。
- キャビテーション効果：気泡の崩壊時に局所的な高エネルギーが発生し、洗浄や物質の分解を促進する。

## 主な生成方法
ウルトラファインバブルの生成技術には以下がある。
- 加圧溶解法：加圧下で気体を水に溶解させた後に減圧することで気泡を発生。
- 旋回流ノズル法：高速水流による負圧で空気を引き込み、微細気泡を発生。
- 超音波キャビテーション法：超音波によりキャビテーションを起こし、気泡を発生。

## 応用分野
UFBは幅広い産業で利用が拡大している。
- 農業分野：植物の成長促進、酸素供給改善[4]。
- 医療分野：医療機器洗浄、創傷洗浄、透析用水の品質向上[5]。
- 産業分野：半導体や精密機器の洗浄[1]。
- 環境分野：湖沼・河川の浄化、有機物分解促進[6]。
- 一般消費財：家庭用シャワーヘッドや洗濯機への応用[1]。

## 国際標準規格（ISO）
ファインバブル技術の国際規格としてISO 20480シリーズがある。
- ISO 20480-1：用語定義
- ISO 20480-2：測定方法・分類
- ISO 20480-3：生成方法

日本ではファインバブル産業会（FBIA）が標準化と普及を推進している。

## マイクロバブル・ナノバブルとの違い
- マイクロバブル：直径1μm～100μm。比較的短期間で浮上・破裂する。
- ウルトラファインバブル（ナノバブル）：直径1μm未満。水中に長期間安定して浮遊。

ISO規格では「ナノバブル」と「ウルトラファインバブル」は同義語とされている。

## 代表的な製品例
以下は、UFB技術を利用した代表的な製品例である。
- 家庭用シャワーヘッド：ミラブル、リファ、ボリーナ
- 業務・産業用装置：
  - UFB DUAL：配管接続型のUFB生成装置
  - NanoWasala：家庭用シャワーヘッド接続型ノズル

※製品紹介は技術の具体例であり、宣伝を目的としたものではない。